# دين ويلكينز
دين ويلكينز (بالإنجليزية: Dean Wilkins)‏ هو مدرب كرة قدم ولاعب كرة قدم بريطاني، ولد في 12 يوليو 1962 في هيلينغدون ‏ في المملكة المتحدة. لعب مع برايتون أند هوف ألبيون وبي إي سي زفوله وكوينز بارك رينجرز وميبا ونادي ليتون أورينت.

## وصلات خارجية
- دين ويلكينز على موقع قاعدة بيانات كرة القدم.إي يو (الإنجليزية)
- دين ويلكينز على موقع Soccerbase.com (مدرب) (الإنجليزية)